# Hermanus Johannes Steyn
Hermanus Johannes Steyn (* 1886 oder 1890 in Ermelo, Südafrikanische Republik; † 29. Mai 1966 in Pretoria) war ein niederländisch-stämmiger (Bure) Arzt und Politiker in der Südafrikanischen Republik, Südafrikanischen Union und Südwestafrika.
Er besuchte Bildungseinrichtungen in Pretoria und Paarl sowie die Universiteit van Amsterdam in Amsterdam. Steyn war Mediziner und arbeitete als Augenarzt. Er war zudem Vorsitzender der Druckerei Suidwes Drukkery und von 1951 bis 1952 sowie 1955 bis 1957 als Vorsitzender der National Party of South West Africa der Bürgermeister von Windhoek.
Steyn war Mitglied des Einwanderungsrates und Diamantenrates von Südwestafrika.
Steyn war in zweiter Ehe (seine erste Ehefrau starb 1936) mit Olga Dorothy Cameron verheiratet. Er hatte einen Sohn und zwei Töchter.